# Santa Praxedes, Cagayan
Santa Praxedes là một đô thị hạng 5 ở tỉnh Cagayan, Philippines. Theo điều tra dân số năm 2000, đô thị này có dân số 2.952 người trong 601 hộ.

## Các khu phố (barangay)
Santa Praxedes được chia thành 10 khu phố (barangay).
- Cadongdongan
- Capacuan
- Centro I (Pob.)
- Centro II (Pob.)
- Macatel
- Portabaga
- San Juan
- San Miguel
- Salungsong
- Sicul